# Italia ai campionati del mondo di atletica leggera 2022
La squadra italiana ai Campionati del mondo di atletica leggera 2022, disputati a Eugene dal 15 al 24 luglio, è stata composta da 60 atleti (29 uomini e 31 donne).
La squadra ha conquistato una medaglia d'oro e una di bronzo e nella classifica dei finalisti si è piazzata 13ª con 39 punti.

## Uomini
| Specialità        | Atleta                                                    | Turno          | Risultato | Prestazione | Note                                     |
| ----------------- | --------------------------------------------------------- | -------------- | --------- | ----------- | ---------------------------------------- |
| 100 m             | Marcell Jacobs                                            | Batteria       | Q         | 10"04       | =                                        |
| 100 m             | Marcell Jacobs                                            | Semifinale     | Eliminato | dns         |                                          |
| 100 m             | Chituru Ali                                               | Batteria       | Eliminato | 10"40       |                                          |
| 200 m             | Filippo Tortu                                             | Batteria       | Q         | 20"18       |                                          |
| 200 m             | Filippo Tortu                                             | Semifinale     | Eliminato | 20"10       | Miglior prestazione personale            |
| 200 m             | Fausto Desalu                                             | Batteria       | Eliminato | 20"63       |                                          |
| 400 m             | Edoardo Scotti                                            | Batteria       | Eliminato | 46"46       |                                          |
| 400 m             | Davide Re                                                 | Batteria       | Eliminato | 46"49       |                                          |
| 800 m             | Catalin Tecuceanu                                         | Batteria       | q         | 1'44"83     | Miglior prestazione personale            |
| 800 m             | Catalin Tecuceanu                                         | Semifinale     | Eliminato | 1'46"31     |                                          |
| 400 m ostacoli    | Mario Lambrughi                                           | Batteria       | Eliminato | 50"18       |                                          |
| 3 000 m siepi     | Ahmed Abdelwahed                                          | Batteria       | q         | 8'21"04     |                                          |
| 3 000 m siepi     | Ahmed Abdelwahed                                          | Finale         | 12º       | 8'33"43     |                                          |
| Marcia 20 km      | Francesco Fortunato                                       | Finale         | 15º       | 1h22'50"    |                                          |
| Marcia 20 km      | Gianluca Picchiottino                                     | Finale         | 32º       | 1h28'33"    |                                          |
| Marcia 35 km      | Massimo Stano                                             | Finale         | Oro       | 2h23'14"    | Record dei campionati · Record europeo   |
| Marcia 35 km      | Andrea Agrusti                                            | Finale         | dq        | dq          |                                          |
| Salto in alto     | Gianmarco Tamberi                                         | Qualificazione | q         | 2,28 m      |                                          |
| Salto in alto     | Gianmarco Tamberi                                         | Finale         | 4º        | 2,33 m      |                                          |
| Salto in alto     | Marco Fassinotti                                          | Qualificazione | Eliminato | 2,25 m      |                                          |
| Salto triplo      | Andrea Dallavalle                                         | Qualificazione | q         | 16,86 m     |                                          |
| Salto triplo      | Andrea Dallavalle                                         | Finale         | 4º        | 17,25 m     |                                          |
| Salto triplo      | Emmanuel Ihemeje                                          | Qualificazione | Q         | 17,13 m     | Miglior prestazione personale stagionale |
| Salto triplo      | Emmanuel Ihemeje                                          | Finale         | 5º        | 17,17 m     | w                                        |
| Salto triplo      | Tobia Bocchi                                              | Qualificazione | Eliminato | 16,58 m     |                                          |
| Getto del peso    | Nick Ponzio                                               | Qualificazione | Q         | 21,35 m     |                                          |
| Getto del peso    | Nick Ponzio                                               | Finale         | 9º        | 20,81 m     |                                          |
| Getto del peso    | Leonardo Fabbri                                           | Qualificazione | Eliminato | 19,73 m     |                                          |
| Staffetta 4×100 m | Lorenzo Patta Filippo Tortu Fausto Desalu Chituru Ali     | Batteria       | Eliminati | 38"74       | Miglior prestazione personale stagionale |
| Staffetta 4×400 m | Lorenzo Benati Vladimir Aceti Brayan Lopez Edoardo Scotti | Batteria       | Eliminati | 3'03"43     | Miglior prestazione personale stagionale |

## Donne
| Specialità          | Atleta                                                          | Turno          | Risultato | Prestazione | Note                                     |
| ------------------- | --------------------------------------------------------------- | -------------- | --------- | ----------- | ---------------------------------------- |
| 100 m               | Zaynab Dosso                                                    | Batteria       | Q         | 11"26       |                                          |
| 100 m               | Zaynab Dosso                                                    | Semifinale     | Eliminata | 11"28       |                                          |
| 200 m               | Dalia Kaddari                                                   | Batteria       | Q         | 22"75       | w                                        |
| 200 m               | Dalia Kaddari                                                   | Semifinale     | Eliminata | 22"86       |                                          |
| 400 m               | Alice Mangione                                                  | Batteria       | Eliminata | 52"72       |                                          |
| 800 m               | Elena Bellò                                                     | Batteria       | q         | 2'02"78     |                                          |
| 800 m               | Elena Bellò                                                     | Semifinale     | Eliminata | 2'00"34     |                                          |
| 1500 m              | Gaia Sabbatini                                                  | Batteria       | Q         | 4'07"82     |                                          |
| 1500 m              | Gaia Sabbatini                                                  | Semifinale     | Eliminata | dq          |                                          |
| 1500 m              | Sintayehu Vissa                                                 | Batteria       | Eliminata | 4'07"33     |                                          |
| 1500 m              | Federica Del Buono                                              | Batteria       | Eliminata | 4'08"42     |                                          |
| 100 m ostacoli      | Elisa Maria Di Lazzaro                                          | Batteria       | Eliminata | 13"16       |                                          |
| 400 m ostacoli      | Ayomide Folorunso                                               | Batteria       | Q         | 54"69       |                                          |
| 400 m ostacoli      | Ayomide Folorunso                                               | Semifinale     | Eliminata | 54"34       | Record nazionale                         |
| 400 m ostacoli      | Rebecca Sartori                                                 | Batteria       | q         | 55"72       |                                          |
| 400 m ostacoli      | Rebecca Sartori                                                 | Semifinale     | Eliminata | 55"90       |                                          |
| 400 m ostacoli      | Linda Olivieri                                                  | Batteria       | q         | 56"09       |                                          |
| 400 m ostacoli      | Linda Olivieri                                                  | Semifinale     | Eliminata | 56"04       |                                          |
| Marcia 20 km        | Valentina Trapletti                                             | Finale         | 8ª        | 1h29'54"    |                                          |
| Marcia 20 km        | Nicole Colombi                                                  | Finale         | dq        | dq          |                                          |
| Salto in alto       | Elena Vallortigara                                              | Qualificazione | q         | 1,93 m      |                                          |
| Salto in alto       | Elena Vallortigara                                              | Finale         | Bronzo    | 2,00 m      | Miglior prestazione personale stagionale |
| Salto con l'asta    | Roberta Bruni                                                   | Qualificazione | Eliminata | 4,35 m      |                                          |
| Salto con l'asta    | Elisa Molinarolo                                                | Qualificazione | Eliminata | 4,35 m      |                                          |
| Salto in lungo      | Larissa Iapichino                                               | Qualificazione | Eliminata | 6,60 m      |                                          |
| Salto triplo        | Ottavia Cestonaro                                               | Qualificazione | Eliminata | 13,63 m     |                                          |
| Lancio del disco    | Daisy Osakue                                                    | Qualificazione | Eliminata | 56,74 m     |                                          |
| Lancio del martello | Sara Fantini                                                    | Qualificazione | q         | 72,38 m     |                                          |
| Lancio del martello | Sara Fantini                                                    | Finale         | 4º        | 73,18 m     |                                          |
| Staffetta 4×100 m   | Zaynab Dosso Dalia Kaddari Anna Bongiorni Vittoria Fontana      | Batteria       | q         | 42"71       | Record nazionale                         |
| Staffetta 4×100 m   | Zaynab Dosso Dalia Kaddari Anna Bongiorni Vittoria Fontana      | Finale         | 8ª        | 42"92       |                                          |
| Staffetta 4×400 m   | Anna Polinari Ayomide Folorunso Virginia Troiani Alice Mangione | Batteria       | q         | 3'28"72     | Miglior prestazione personale stagionale |
| Staffetta 4×400 m   | Anna Polinari Ayomide Folorunso Virginia Troiani Alice Mangione | Finale         | 7ª        | 3'26"45     | Miglior prestazione personale stagionale |

## Misti
| Specialità        | Atleta                                                       | Turno    | Risultato | Prestazione | Note                                     |
| ----------------- | ------------------------------------------------------------ | -------- | --------- | ----------- | ---------------------------------------- |
| Staffetta 4×400 m | Lorenzo Benati Ayomide Folorunso Brayan Lopez Alice Mangione | Batteria | q         | 3'13"89     | Miglior prestazione personale stagionale |
| Staffetta 4×400 m | Lorenzo Benati Ayomide Folorunso Brayan Lopez Alice Mangione | Finale   | 7ª        | 3'16"45     |                                          |